# 2006年の教育
2006年の教育（2006ねんのきょういく）は、2006年の教育関連のできごとの一覧である。

## 全般
- 薬剤師薬学教育6年制へ移行。
- 1月18日、独立行政法人日本学生支援機構が大学、短大に在籍している障害者の数を行政機関で初めて調査。大学、短大に5,444人在籍。全学生の0.16％。
- 高等学校必履修科目未履修問題が発覚し全国で問題になる。
- 児童・生徒のいじめ自殺事件が相次いで発生し、いじめ問題が1996年以来10年ぶりに社会問題化する。
- 12月15日に改正教育基本法が成立。59年ぶりの改正になる。

## 大学

### 新設
- 札幌市立大学（札幌市立高等専門学校より）
- 名寄市立大学（市立名寄短期大学より）
- 札幌大谷大学
- 筑波技術大学（筑波技術短期大学より）
- 東京福祉大学短期大学部
- 了徳寺大学
- 産業技術大学院大学
- 映画専門大学院大学
- 大原大学院大学
- グロービス経営大学院大学
- 日本教育大学院大学
- 文化ファッション大学院大学
- 横浜薬科大学
- 事業創造大学院大学
- 福井医療短期大学
- 大阪総合保育大学
- 大阪河﨑リハビリテーション大学
- LCA大学院大学
- 順心会看護医療大学
- 宝塚造形芸術大学東京新宿キャンパス

### 学部の新設・名称変更
- 駒澤大学　GMS（グローバル・メディア・スタディーズ）学部を新設。
- 駿河台大学　知識情報学科をメディア情報学科に改称